# Julio César Arzú
Julio César Arzú (Tegucigalpa, 1954. június 5. –) hondurasi válogatott labdarúgókapus.

## Pályafutása

### Klubcsapatban
1974 és 1982 között a Real España csapatában játszott, melynek tagjaként négy alkalommal nyerte meg a hondurasi bajnokságot. Az 1982–83-as s szezont Spanyolországban töltötte a Racing Santander játékosaként, ahol 10 mérkőzésen lépett pályára. 1983-ban kis ideig a salvadori ADET kapuját védte, majd 1984 és 1985 között a Tela Timsa csapatában játszott.  

### A válogatottban
1977 és 1985 között 18 mérkőzésen szerepelt a hondurasi válogatottban. Részt vett az 1982-es világbajnokságon. A Spanyolország, az Észak-Írország és a Jugoszlávia elleni csoportmérkőzéseken kezdőként lépett pályára.

## Sikerei, díjai
Real España
- Hondurasi bajnok (4): 1974, 1975, 1976, 1980
- UNCAF-klubcsapatok kupája (1): 1982

Honduras
- CONCACAF-bajnokság (1): 1981